# 浦田觀音站
浦田觀音站（日语：／ Urada kannon eki */?）是位於長崎縣南島原市南有馬町浦田，島原鐵道島原鐵道線的已停用車站。

## 歷史
- 1932年（昭和7年）11月15日 - 口之津鐵道車站啟用。
- 1943年（昭和18年）7月1日 - 公司合併，成為島原鐵道車站。
- 1985年（昭和60年）12月 - 新候車室竣工。
- 2008年（平成20年）4月1日 - 隨著島原外港站至加津佐站之間廢止，此站也永久停用。

## 車站構造
此站是地面車站，設有1面1線的單式月台。此站是無人車站。站內設有候車室。車站靠近加津佐一方設有平交道。

## 車站周邊
車站附近設有許多住宅。
- 國道251號（日语：国道251号）
- 浦田觀音（淺間神社）

## 使用狀況
在此站最後的一個營業年度（2007年度），一年總乘車人次為9,262人，下車人次為8,665人。
以下為一年總乘車人次和下車人次變化。
| 年度               | 一年總 乘車人次 | 一年總 下車人次 |
| ------------------ | --------------- | --------------- |
| 1997年（平成09年） | 94,976          | 98,245          |
| 1998年（平成10年） | 91,240          | 95,105          |
| 1999年（平成11年） | 79,770          | 86,082          |
| 2000年（平成12年） | 71,229          | 79,428          |
| 2001年（平成13年） | 66,671          | 73,076          |
| 2002年（平成14年） | 69,739          | 75,987          |
| 2003年（平成15年） | 61,209          | 65,858          |
| 2004年（平成16年） | 46,979          | 50,666          |
| 2005年（平成17年） | 29,804          | 31,447          |
| 2006年（平成18年） | 17,304          | 17,548          |
| 2007年（平成19年） | 9,262           | 8,665           |

## 相鄰車站
島原鐵道
島原鐵道線
常光寺前－浦田觀音－原城

## 注腳
1. ↑  第56版（平成21年）長崎統計年鑑 （页面存档备份，存于）（日語） - 長崎縣
2. ↑  長崎縣統計年鑑  （页面存档备份，存于）（日語）